# Pazo
Le pazo (pluriel : les pazos) est un type de maison familiale traditionnelle galicienne, de caractère seigneurial, normalement placée sur le domaine, autrefois résidence des personnes importantes de la communauté, et auparavant des rois ou des nobles. Ils ont été d'une importance cruciale du XVIIe au XIXe siècle, rattachés à l'architecture rurale et monastique et au système d'organisation féodale, puisqu'ils constituaient une espèce d'unité de gestion locale autour desquels la vie des villageois se construisait.

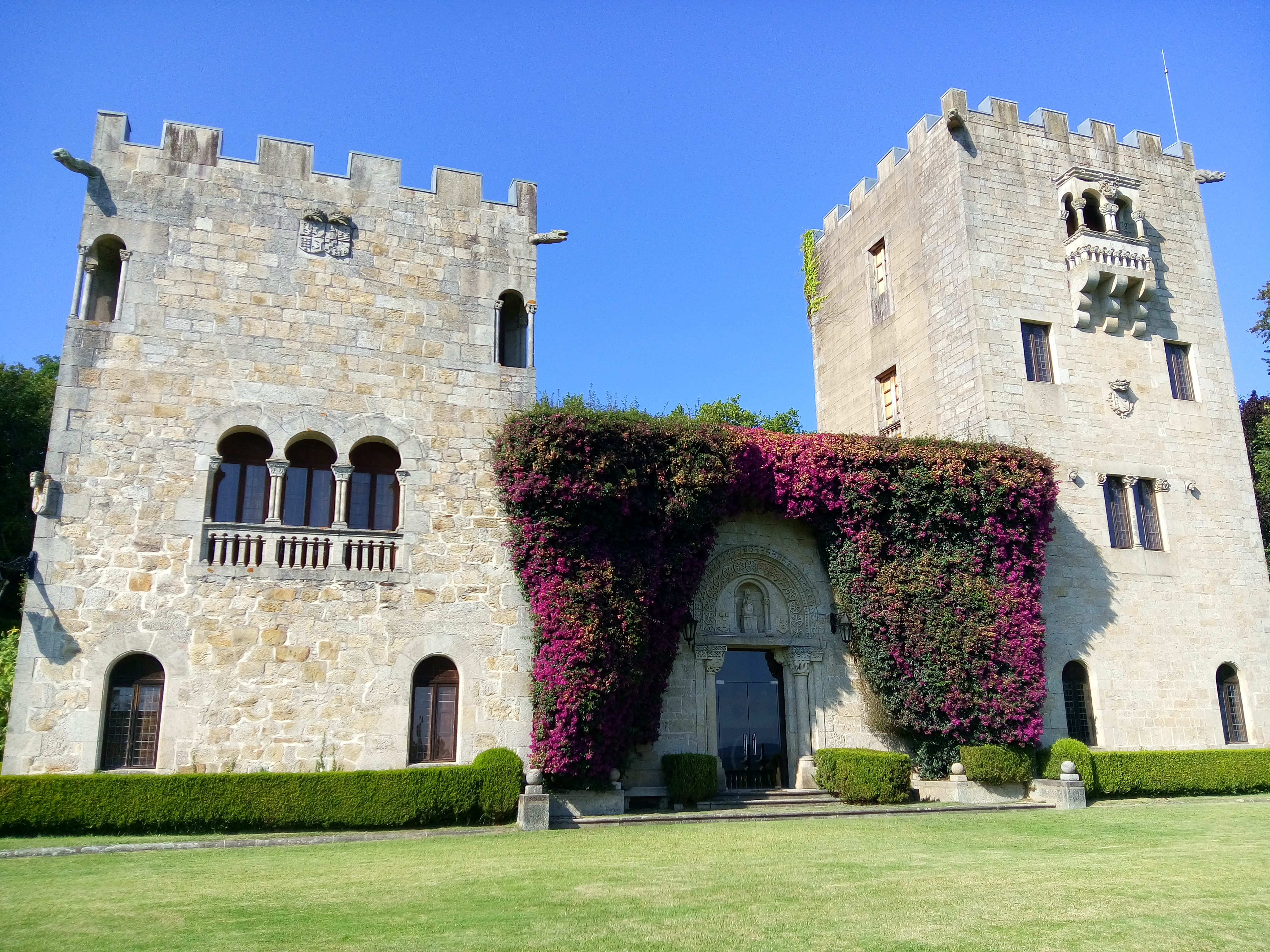
Pazo de Meirás

Une catégorie architecturale courtisane fleurit quand les conflits seigneuriaux du XVe siècle prirent fin, tandis que jusqu'alors les hidalgos (membres de la petite noblesse espagnole) habitaient dans des tours, des constructions plus adaptées à la guerre. Ainsi, les pazos se reconvertirent en signe de reconnaissance sociale et en refuge de la classe noble, dont Otero Pedrayo faisait le portrait dans ses romans au début du XXe siècle. De même Emilia Pardo Bazán a reflété dans sa littérature la vie dans les pazos, avec son roman Los pazos de Ulloa, adapté au cinéma et à la télévision.
Le pazo comme structure architecturale civile était traditionnellement associé à un réseau social : celui des domestiques de l'hidalgo et des contribuables de droit, qui arrivaient à vivre justement dans la même enceinte (surtout les premiers). Les pazos sont habituellement composés d'un édifice principal entouré de jardins, d'un pigeonnier et souvent incluent des constructions annexes comme de petites chapelles pour les célébrations religieuses.
Le terme pazo est dérivé du castillan palacio « palais », provenant lui-même du latin palatium. De plus, le mot en portugais, langue proche du galicien, pour dire « palais » est paço.
Le pazo a donné le lieu pour de nombreux toponymes galiciens, tels que Pazos de Borbén, Pazos de Borela ou Pazos de Reis, trois localités de la province de Pontevedra. À leur tour ces toponymes, ou le pazo lui-même, donnent lieu pour quelques anthroponymes, tels comme Pazo, Do Pazo, Ou Pazo, ou Pazos. Ces anthroponymes se sont récemment renouvelés  dans les toponymes dans quelques localités américaines, comme Pazos Kanki, localité de la Province du Buenos Aires, En Argentine, qui rappelle la mémoire de Vicente Pazos Kanki, prêtre né d'un colon et d'une indigène qui participa à la Révolution de mai.